# Roßleben-Wiehe
Roßleben-Wiehe est une commune allemande de l'arrondissement de Kyffhäuser, dans le land de Thuringe. La ville est créée le 1er janvier 2019 de la fusion des villes de Roßleben et Wiehe avec deux autres communes.

## Géographie
Roßleben-Wiehe est la commune la plus à l'est de l'arrondissement de Kyffhäuser et se trouve directement à la frontière avec la Saxe-Anhalt.

### Communes voisines
Les communes voisines en partant du nord et dans le sens des aiguilles d'une montre sont Artern, Allstedt (arrondissement de Mansfeld-Harz-du-Sud, Saxe-Anhalt), Querfurt (arrondissement de la Saale, Saxe-Anhalt), Kaiserpfalz (arrondissement du Burgenland, Saxe-Anhalt), Kölleda (arrondissement de Sömmerda), Oberheldrungen, An der Schmücke, Schmücke, Gehofen et Kalbsrieth.

### Structure de la commune
La ville comprend les quartiers de Bottendorf, Donndorf, Garnbach, Hechendorf, Kleinroda, le Kloster Donndorf, Langenroda, Nausitz, Roßleben, Schönewerda et Wiehe.

## Histoire
Dans le cadre des fusions volontaires des réformes régionales de 2018 et 2019, les villes de Roßleben et Wiehe ainsi que les communes de Donndorf et Nausitz sont convenues d'une fusion pour le 1er janvier 2019. Nausitz appartenait à la communauté administrative Mittelzentrum Artern, qui est également dissous le 1er janvier 2019.

## Politique

### Conseil municipal
Lors des élections locales du 26 mai 2019, avec un taux de participation de 78,6 %, le premier conseil municipal de la nouvelle ville est élu avec le résultat suivant: 
| Liste     | %     | Sièges |
| --------- | ----- | ------ |
| SPD       | 30,9  | 6      |
| CDU       | 23,9  | 5      |
| AfD       | 12,8  | 3      |
| UWG       | 8,8   | 2      |
| Die Linke | 7,0   | 1      |
| FWG       | 6,9   | 1      |
| FDP       | 4.6   | 1      |
| DG        | 4.1   | 1      |
| BFB       | 0,9   | 0      |
| Ttotal    | 100,0 | 20     |

### Maire
Lors de l'élection municipale le 26 mai 2019 Steffen Sauerbier (SPD) est élu maire avec 80,4 % des votes et avec un taux de participation de 59,0 %. Il l'emporte contre Antje Ruppe (FDP) qui obtient 19,6 % des voix

## Circulation
L'Unstrutbahn traverse la zone urbaine. Les gares de Roßleben et Donndorf ne sont desservies que de façon irrégulière par des trains spéciaux à destination de Naumbourg.